# Cercle Brugge K.S.V.
Cercle Brugge Koninklijke Sportvereniging (phát âm tiếng Hà Lan: [ˈsɛr(ə)klə ˈbrʏɣə ˈkoːnɪŋkləkə ˈspɔrtfəˌreːnəɣɪŋ]) là một câu lạc bộ bóng đá Bỉ từng 3 lần vô địch Bỉ và 2 lần đoạt Cúp bóng đá Bỉ. Sân nhà của Cercle Brugge là sân vận động Jan Breydel (dùng chung với đối thủ truyền kiếp Club Brugge.

## Cầu thủ

### Đội hình hiện tại
Tính đến ngày 24/1/2024
Ghi chú: Quốc kỳ chỉ đội tuyển quốc gia được xác định rõ trong điều lệ tư cách FIFA. Các cầu thủ có thể giữ hơn một quốc tịch ngoài FIFA.
| Số | VT | Quốc gia   | Cầu thủ                           |
| -- | -- | ---------- | --------------------------------- |
| 1  | TM | Brasil     | Warleson                          |
| 3  | TV | Litva      | Edgaras Utkus                     |
| 4  | HV | Na Uy      | Jesper Daland                     |
| 5  | HV | Serbia     | Boris Popović                     |
| 6  | TĐ | Pháp       | Félix Lemaréchal (mượn từ Monaco) |
| 7  | TĐ | Pháp       | Malamine Efekele (mượn từ Monaco) |
| 8  | TV | Brasil     | Erick (mượn từ Fluminense)        |
| 9  | TĐ | Togo       | Kévin Denkey                      |
| 10 | TĐ | Brasil     | Felipe Augusto                    |
| 11 | TV | Ecuador    | Alan Minda                        |
| 17 | TV | Ghana      | Abu Francis                       |
| 18 | HV | Bỉ         | Senna Miangué                     |
| 19 | TĐ | Bỉ         | Kazeem Olaigbe                    |
| 20 | HV | Bồ Đào Nha | Flávio Nazinho (mượn từ Sporting) |

| Số | VT | Quốc gia     | Cầu thủ                         |
| -- | -- | ------------ | ------------------------------- |
| 21 | TM | Bỉ           | Maxime Delanghe                 |
| 22 | TV | Bồ Đào Nha   | Leonardo Lopes                  |
| 27 | TV | Bỉ           | Nils De Wilde                   |
| 28 | TV | Bỉ           | Hannes Van der Bruggen          |
| 29 | HV | Pháp         | Louis Torres                    |
| 32 | TĐ | Pháp         | Romaric Etonde (mượn từ Monaco) |
| 34 | TĐ | Bỉ           | Thibo Somers                    |
| 41 | HV | Bỉ           | Hugo Siquet (mượn từ Freiburg)  |
| 66 | HV | Bỉ           | Christiaan Ravych               |
| 77 | HV | Pháp         | Jordan Semedo (mượn từ Monaco)  |
| 89 | TM | Bỉ           | Sébastien Bruzzese              |
| 99 | TĐ | Burkina Faso | Abdoul Ouattara                 |
| —  | TV | Bỉ           | Noah De Ridder                  |

### Cầu thủ nổi tiếng
| - Eddie Krnčević - Vital Borkelmans - Robert Braet - Fernand Goyvaerts - Pierre Hanon - Alphonse Six - Guy Thys - Nico Vaesen - Yves Vanderhaeghe - Florimond Vanhalme - Jules Verriest - Josip Weber - Branko Karačić | - Benny Nielsen - Morten Olsen - Paulus Roiha - Kari Ukkonen - Didier Six - Nacer Abdellah - Virgall Joemankhan - Dorinel Munteanu - Tibor Selymes - Zoran Bojović - Zdenko Vukasović - Kalusha Bwalya - Charly Musonda |

### Cầu thủ chơi nhiều trận nhất
Tính đến 20 tháng 1 năm 2007 theo www.cerclemuseum.be
| #  | Tên                | Thời gian thi đấu     | Số trận | Số bàn thắng |
| -- | ------------------ | --------------------- | ------- | ------------ |
| 1  | Jules Verriest     | 1965 - 1981           | 492     | 8            |
| 2  | Geert Broeckaert   | 1978 - 1991           | 375     | 19           |
| 3  | Arthur Ruysschaert | 1925 - 1944           | 372     | 108          |
| 4  | Roger Claeys       | 1941 - 1957           | 362     | 48           |
| 5  | Jackie De Caluwé   | 1951 - 1966           | 354     | 32           |
| 6  | Robert Braet       | 1928 - 1948           | 352     | 0            |
| 7  | Rudy Poorteman     | 1979 - 1991           | 347     | 7            |
| 8  | Wim Kooiman        | 1980 - '88/1994 - '98 | 339     | 25           |
|    | Bram Van Kerkhof   | 1974 - 1985           | 339     | 14           |
| 10 | Franky Simon       | 1962 - 1975           | 334     | 2            |

### Cầu thủ ghi nhiều bàn thắng nhất
Tính đến 20 tháng 1 năm 2007 theo www.cerclemuseum.be
| #  | Tên                   | Thời gian thi đấu     | Số trận | Số bàn thắng |
| -- | --------------------- | --------------------- | ------- | ------------ |
| 1  | Marcel Pertry         | 1943 - 1955           | 280     | 140          |
| 2  | Josip Weber           | 1988 - 1994           | 204     | 136          |
| 3  | Dirk Beheydt          | 1975 - 1984           | 295     | 115          |
| 4  | Michel Vanderbauwhede | 1920 - 1932           | 231     | 109          |
| 5  | Arthur Ruysschaert    | 1925 - 1944           | 372     | 108          |
| 6  | Gilbert Bailliu       | 1953 - 1966           | 227     | 104          |
| 7  | Louis Saeys           | 1903 - 1927           | 305     | 103          |
| 8  | Gérard Devos          | 1921 - 1930           | 178     | 100          |
| 9  | Alphonse Six          | 1907 - 1912           | 89      | 93           |
| 10 | André Saeys           | 1928 - '35/1941 - '42 | 172     | 55           |
|    | Eric Buyse            | 1959 - 1970           | 265     | 55           |

## Huấn luyện viên
| - 1910-14: Joseph Dewulf - 1914-28: Louis Saeys - 1928-37: Florimond Vanhalme - 1937-38: William Maxwell - 1938-40: Hugo Fenichel - 1940-41: Florimond Vanhalme - 1941-42: Louis Saeys - 1942-44: Willy Steyskal - 1944-46: Louis Baes - 1946-48: André Deschepper - 1948-50: Louis Baes - 1950-51: Georges Vanden Bempt - 1951-52: Bill Kennedy - 1952-53: Louis Versyp - 1953-54: Arthur Ruysschaert - 1954-56: Guy Thys - 1956-57: Louis Versyp - 1958-62: Edmond Delfour - 1962-63: Jules Bigot - 1963-66: Georges Meuris - 1966-67: Jules Van Dooren - 1967-72: Urbain Braems | - 1972-77: Han Grijzenhout - 1977-78: Lakis Petropoulos - 1978: Lucien Masyn - 1978-79: Han Grijzenhout - 1979-82: Leo Canjels - 1982-83: Han Grijzenhout - 1983-84: Henk Houwaart - 1984: Bram Van Kerkhof - 1984-87: Georges Leekens - 1987-88: René Taelman - 1988-89: Roland Rotty - 1989-91: Han Grijzenhout - 1991: Eric Lagrou - 1991-93: Henk Houwaart - 1993-94: Georges Leekens - 1994-97: Jerko Tipurić - 1997-98: Rudy Verkempinck - 1998-99: Ronny Desmedt - 1999-02: Dennis Van Wijk - 2002-04: Jerko Tipurić - 2004-07: Harm Van Veldhoven - 2007-10: Glen De Boeck - 2010-12: Bob Peeters - 2012: Lorenzo Staelens - 2012-13: Foeke Booy - 2013-14: Lorenzo Staelens - 2014-15: Arnar Viðarsson - 2015: Dennis Van Wijk - 2015-16: Frederik Vanderbiest - 2016-17: José Riga - 2016: Vincent Euvrard - 2017-18: Franky Vercauten - 2018-19: Lauret Guyot - 2019-20: Fabien Mercadal |

## Chủ tịch câu lạc bộ
| - 1899-05: Leon De Meester - 1905-07: Raoul Daufresne de la Chevalerie - 1907-09: Leon De Meester - 1909-11: Albéric de Formanoir de la Cazerie - 1911-25: René de Peellaert - 1927-37: Paul Dautricourt | - 1937-50: Edgard De Smedt - 1950-53: Yves Dautricourt - 1953-67: Pierre Vandamme - 1967-70: Robert Braet - 1970-02: Paul Ducheyne - 2002-11: Frans Schotte - 2012–15: Paul Vanhaecke - 2015–20: Frans Schotte - 2020- nay: Vincent Goemaere |

## Thành tích
- Giải vô địch bóng đá Bỉ:
  - Vô địch (3): 1910-11, 1926-27, 1929-1930
- Giải vô địch bóng đá hạng hai Bỉ:
  - Vô địch (4): 1937-38, 1970-71, 1978-79, 2002-03
  - Hạng nhì (1): 1960-61
- Cúp bóng đá Bỉ:
  - Vô địch (2): 1926-27, 1984-85
  - Hạng nhì (3): 1912-13, 1985-86, 1995-96
- Siêu cúp bóng đá Bỉ:
  - Hạng nhì (2): 1984-85, 1995-96